# Первая теорема благосостояния
Первую теорему благосостояния, являющейся одной из фундаментальных теорем экономики благосостояния, можно сформулировать следующим образом: распределение {\displaystyle (p,x,y)}, характеризующее общее равновесие в экономике, будет являться также Парето-оптимальным при условии, что функции полезности всех потребителей локально ненасыщаемы.

## Значение
Справедливость данной теоремы гарантирует в свою очередь, что при выполнении ряда предпосылок, равновесие установившееся на рынке, всегда будет оптимальным, то есть нет необходимости для вмешательства государства в экономику.

## Предпосылки
- Большое число потребителей
- Никто не может влиять на цену, то есть никто не имеет рыночной власти (англ. price taker)
- Товар на рынке является нормальным
- Нет экстерналий

## Выводы
- При выполнении предпосылок конкурентный рынок приводит к эффективному результату, а при их нарушении может (но не обязательно) приводить к неэффективному равновесию
- Для достижения эффективного распределения чего-либо среди большого числа агентов достаточно сымитировать рынок, а не устраивать сложного механизма выяснения предпочтений, так как в таком случае есть возможность значительно сэкономить на информационных издержках
- Теорема говорит об эффективности, а не о справедливости, то есть рынок распределяет ресурсы эффективно, но не обращая внимание на справедливость распределения

Первая теорема благосостояния неразрывно связана со второй теоремой благосостояния.
Первая и вторая теоремы благосостояния вместе отвечают на наиболее справедливую критику в адрес классической экономической школы, то есть показывают механизм и условия достижения эффективности при помощи конкуренции на рынке.